# تلمبه اکبر شمس
تلمبه اکبر شمس یک منطقهٔ مسکونی در ایران است که در دهستان بنارویه واقع شده‌است. تلمبه اکبر شمس ۳۹ نفر جمعیت دارد.